# Видеосигнал
Видеосигна́л — основная составляющая телевизионного сигнала. Представляет собой сложный широкополосный электрический сигнал, содержащий закодированную информацию о телевизионном или факсимильном изображении. Кроме того, видеосигнал используется в радиолокации.
Понятие видеосигнала применимо как к аналоговому, так и к цифровому телевидению, а также к системам отображения информации компьютеров, основанных на электронно-лучевых трубках.

## Состав видеосигнала
Иногда видеосигналом считают сигнал, несущий только информацию о яркости изображения, однако реальный видеосигнал содержит всю служебную информацию, необходимую для передачи и воспроизведения изображения.
Любой видеосигнал содержит переменную составляющую, несущую информацию о яркости элементов изображения, а также синхросигнал, состоящий из синхроимпульсов, строчных и кадровых гасящих и уравнивающих импульсов. Полный цветной телевизионный сигнал (ПЦТС) кроме видеосигнала содержит поднесущую, промодулированную сигналом цветности, и содержащую информацию о цвете элементов изображения, а также сигнал цветовой синхронизации.
В телевещании в видеосигнал дополнительно добавляется служебная измерительная информация, не отображаемая стандартными телевизионными приёмниками и используемая для настроек характеристик передающего канала, а также для передачи телетекста или скрытых субтитров. Кроме того, видеосигнал часто содержит разновидность временно́го кода — VITC, передающуюся во время кадрового синхроимпульса. Этот сигнал также невидим на экране и используется для видеомонтажа.

## Неотображаемая часть
Для передачи полезной информации об изображении используется чуть больше 70 % видеосигнала. Всё остальное время занято передачей сигнала гашения и служебной информации. Такое соотношение унаследовано от первых телевизионных технологий, использовавших электронно-лучевые трубки. Телевизионное изображение в таких трубках строилось пучком электронов, отклоняемым специальной магнитной системой, нуждавшейся в промежутке времени, необходимом для обратного хода луча при кадровой и строчной развёртках.
Во время обратного хода видеосигнал содержит специальный гасящий импульс, запирающий электронную пушку кинескопа для полного гашения электронного пучка. В противном случае изображение на экране будет перечеркиваться лучом, совершающим обратный ход. Для надёжности запирания тока луча гасящие импульсы передаются на уровне «чёрного», то есть уровень видеосигнала, соответствующий гашению, соответствует чёрному цвету изображения. Синхроимпульсы передаются на уровне «чернее чёрного»: их уровень принимается за «0», тогда уровень чёрного соответствует 0,3 уровня полного сигнала, то есть белого, равного единице.
Видеосигнал содержит строчные и кадровые гасящие импульсы, передаваемые вместе со строчными и кадровыми синхроимпульсами.
Обратный ход кадровой развёртки занимает время, соответствующее нескольким строкам. Такие строки называются пассивными и не участвуют в построении изображения, но входят в стандарт разложения.
В европейском стандарте 625/50 обратный ход кадровой развёртки занимает 49 строк (по 24 с половиной строки на каждое поле), поэтому активными считаются 576 строк этого стандарта. Американский стандарт 525/60 содержит 483 активных строки.
При европейском стандарте разложения 625/50 длительность одной строки составляет 64 микросекунды, при этом её отображаемая часть занимает не более 52 мкс, поскольку остальную часть занимает гасящий импульс. Таким образом, для передачи изображения при строчной развёртке используется чуть больше 80 % времени. Такая же картина складывается с кадровой развёрткой, использующей примерно 92 % длительности кадра для передачи активных строк.